# SIS-kaart

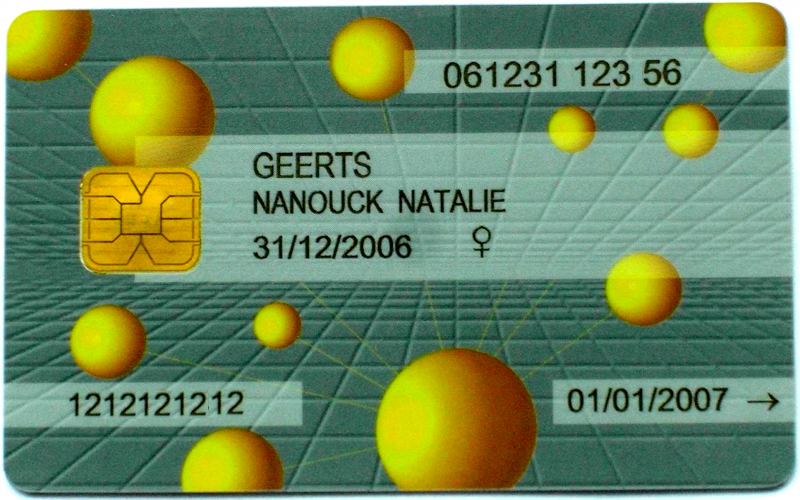
SIS-kaart

De SIS-kaart  (SIS = Sociaal Informatie Systeem) was een chipkaart gebruikt in België voor identificatie in de sociale zekerheid. Het was de sociale identiteitskaart die de kleefbriefjes van eerder verving. SIS stond voor Sociaal Informatie Systeem. Sinds 1 januari 2017 is de SIS-kaart niet meer geldig en worden de diensten opgenomen in de elektronische identiteitskaart (eID). Wie geen eID heeft, kan gratis een isi+-kaart bekomen.
De Kruispuntbank van de Sociale Zekerheid was verantwoordelijk voor de uitreiking van de SIS-kaarten.
Alle Belgen aangesloten bij een ziekenfonds waren in het bezit van een SIS-kaart. Ze werd gebruikt bij de apotheker, het ziekenhuis, een zorgverlener, de sociale-inspectiedienst, de OCMW's, ...
Van 1 oktober 1998 tot en met 31 december 2013 was elke Belg verplicht zijn SIS-kaart bij zich te hebben, welke 10 jaar geldig bleef.
Op de kaart waren volgende gegevens visueel aangebracht:
- Naam
- Eerste en tweede voornaam
- Geslacht
- Geboortedatum
- Identificatienummer van de sociale zekerheid. Dit stemt in de meeste gevallen overeen met het rijksregisternummer.
- Kaartnummer
- Begindatum van geldigheid van de kaart

Al deze gegevens konden elektronisch verkregen worden uit de chipkaart. Daarnaast stonden ook volgende gegevens op de chip beschreven:
- identificatie van het ziekenfonds
- inschrijvingsnummer bij het ziekenfonds,
- informatie in verband met de ziekteverzekering.

De kaart bevatte dus geen medische informatie.